# Júlio Dinis

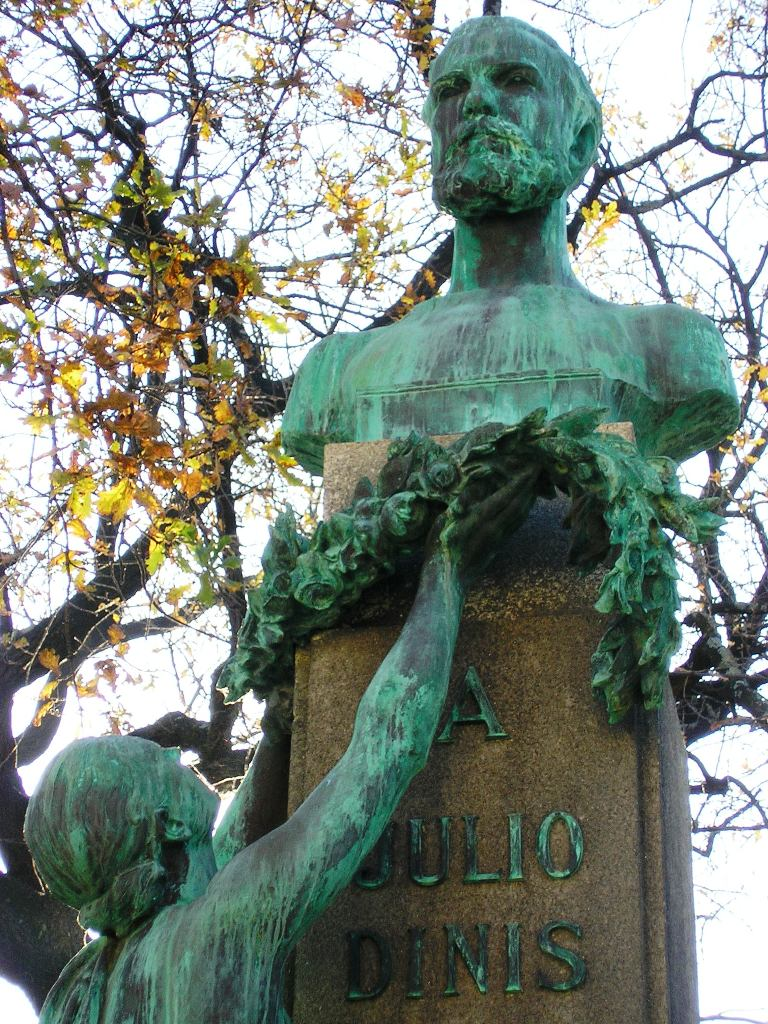
Denkmal für Júlio Dinis in seiner Geburtsstadt Porto

Júlio Dinis, das Pseudonym von Joaquim Guilherme Gomes Coelho (* 14. November 1839 in Porto; † 12. September 1871 ebenda), war ein portugiesischer Arzt und Schriftsteller.

## Leben
Der Sohn eines portugiesischen Vaters und einer englischen Mutter war stellvertretender Professor an der medizinischen Schule von Porto. Er hatte bereits mehrere Geschichten vom Leben auf dem Lande im Jornal do Porto veröffentlicht, als er in seiner ärztlichen Funktion aufgrund zunehmender Tuberkulose zurücktreten musste. Er zog aus Krankheitsgründen in die Küstenstadt Ovar und schrieb dort 1867 den Roman, durch den er bekannt wurde: As Pupilas do Senhor Reitor. Ein Jahr später veröffentlichte er Uma Família Inglesa („Eine englische Familie“). Júlio Dinis starb 1871 im Alter von 31 Jahren an seiner Krankheit. 

### Werk
Dinis gilt als der erste große Romancier der modernen portugiesischen bürgerlichen Gesellschaft. Seine Romane sind in einem einfachen und direkten Stil und für ein breites Publikum geschrieben. Sein erster Roman bezog sich auf die eigene familiäre Situation und beschrieb den Einfluss der englischen auf die portugiesische Kultur und der zweite beschreibt die englische Gesellschaft in Porto. Einige seiner Werke und Theaterstücke wurden postum veröffentlicht. Es gibt keine Übersetzungen seiner Bücher in andere Sprachen.

## Werke (Auswahl)
- As Pupilas do Senhor Reitor, Porto Editora, 1991, ISBN 972-0-04027-0
- A Morgadinha dos Canaviais (1868), Porto Livraria Civilizaçao, 1978
- Uma Família Inglesa (1868), Lisboa Ulisseia, 1985
- Serões da Província (1870)
- Os Fidalgos da Casa Mourisca (1871)
- Poesias (1873)
- Inéditos e Dispersos (1910)
- Teatro Inédito (1946–1947)